# Gay-Cowboy

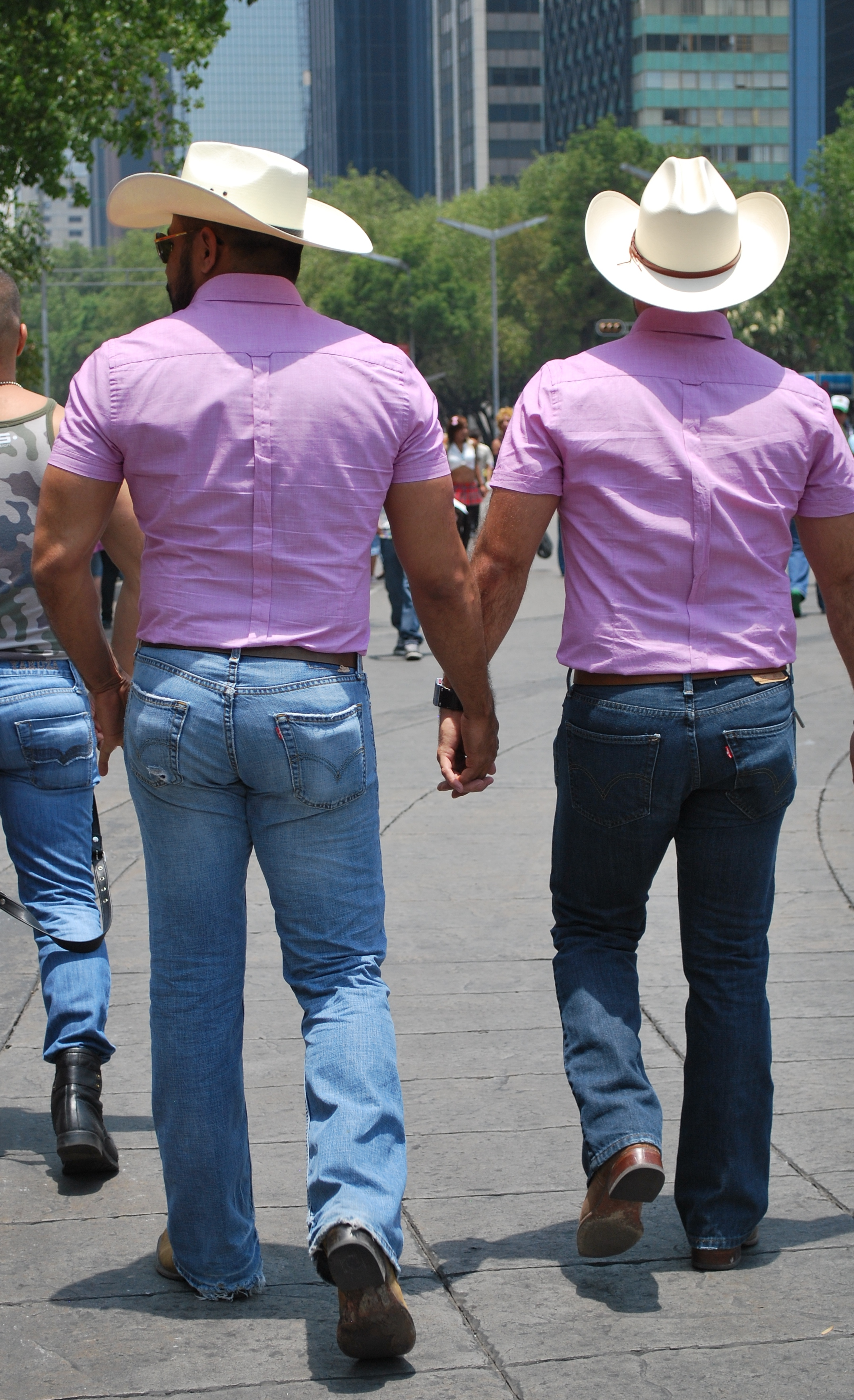
Ein schwules Cowboy-Paar bei einer Pride-Parade in Mexiko-Stadt (2012)

Der Gay-Cowboy (engl., „schwuler Cowboy“) bezeichnet eine Subkultur innerhalb der Homosexuellenkultur, die ihren Ursprung im Westen der Vereinigten Staaten und in Mexiko hat und sich später auf andere Teile Nordamerikas ausbreitete. Angehörige dieser Szene kleiden sich im Stil von Cowboys und übernehmen teilweise auch entsprechende Verhaltensweisen. Da es sich um Männer handelt, die Sex mit Männern haben, identifizieren sie sich öffentlich als schwul (gay).

## Merkmale
Ein Gay-Cowboy ist ein Mann, der in die Cowboy-Kultur eingebunden ist oder Teil von ihr sein möchte. Dabei kann es sich sowohl um Personen aus ländlichen Gebieten handeln, die dort leben, als auch um Migranten, die im Zuge der Landflucht in städtische Räume ziehen, aber bestimmte Gewohnheiten und Bräuche des Landlebens beibehalten wollen. Das Hauptunterscheidungsmerkmal dieser Männer zeigt sich in ihrer Kleidung, etwa in Form von Bluejeans mit großen Gürtelschnallen, karierten Hemden, Cowboystiefeln und Cowboyhüten sowie weiteren Elementen der US-Westernkleidung. Dabei bewahren sie kulturelle Elemente der Cowboy-Kultur, wie etwa Country-Musik und die aus der Chuckwagon-Tradition hervorgegangene Cowboy-Küche, und haben bestimmte Aktivitäten an ihre Lebenswirklichkeit angepasst, darunter das sogenannte „Gay-Rodeo“.
Hinsichtlich des Verhaltens wird innerhalb der LGBT-Community häufig eine ausgeprägte Männlichkeit betont. Dabei wird das stereotype Bild des Cowboys als Personifikation von Männlichkeit aufgegriffen: ein robuster Mann, der Härte ausstrahlt, als unabhängig gilt und nur selten Emotionen zeigt. Schwule Cowboys verzichten häufig auf Rasur und präsentieren stolz ihre Brust-, Arm- und Bartbehaarung. Gay-Cowboys bekennen sich zu ihrer homosexuellen Orientierung in einem Umfeld, das oftmals von Sexismus, Homophobie und Vorurteilen gegenüber Homosexualität geprägt ist, in dem besonders effeminierte Männer gesellschaftlich weniger akzeptiert werden.
Ursprünglich übernahmen mexikanische Migranten in den Vereinigten Staaten von schwulen US-amerikanischen Cowboys bestimmte Ausdrucksformen und entwickelten daraus eine eigene Gay-Cowboy-Identität. Später fand diese Ausprägung auch in Mexiko Nachahmung, wobei sie mit kulturellen Elementen der mexikanischen und insbesondere der Chicano-Kultur verknüpft wurde, etwa mit Ranchera-Musik, traditioneller mexikanischer Küche und weiteren Symbolen des ländlich-mexikanischen Lebensstils.

## In der Popkultur

### Filme
Der Spielfilm Brokeback Mountain (2005) thematisiert das Leben zweier US-amerikanischer Cowboys, die in der Vergangenheit eine homosexuelle Beziehung eingingen und sich später, beide inzwischen verheiratet mit Frauen, erneut begegnen. Weitere Filme, die Aspekte der Cowboykultur in Verbindung mit Homosexualität und schwulen Männern in ländlich-rancherischen Kontexten aufgreifen, sind Strange Way of Life (2023), Cowboys (2020), The Power of the Dog (2021) und Dashing in December (2020).

### Musik
Das Bild des schwulen Cowboys wurde durch die Popkultur stark geprägt, unter anderem durch die US-amerikanische Musikgruppe Village People. In ihren Auftritten und Musikvideos trugen Mitglieder der Gruppe ikonische Kostüme, darunter das Cowboy-Outfit, das Männlichkeit, Robustheit und gleichzeitig eine homoerotische Ästhetik verkörperte. Die Darstellung verband stereotypische Merkmale der Cowboy-Kultur, wie Lederhosen, Hüte und Stiefel, mit einer expliziten queeren Inszenierung. Diese Popularisierung trug dazu bei, das Bild des schwulen Cowboys in der öffentlichen Wahrnehmung zu festigen und als Symbol für eine bestimmte Subkultur innerhalb der LGBT-Community bekannt zu machen.
Ein Vertreter dieser kulturellen Ausdrucksform in der Musik ist der offen schwule Country-Rock-Sänger Orville Peck, der durch das Tragen einer an den Lone Ranger angelehnten Maske seine Anonymität wahrt.